# Piaggio P.149
Piaggio P.149 – włoski samolot szkolno-treningowy, produkowany przez firmę Piaggio Aero. Samolot był również produkowany na licencji przez niemiecką firmę Focke-Wulf jako FWP.149D.
Piaggio P.149 to rozwinięcie konstrukcji samolotu Piaggio P.148. W latach 1957–1984 P.149 wykorzystywany był przez Luftwaffe, a 1 egzemplarz w latach 1958–1965 przez Siły Powietrzne Austrii.